# Palais Michiel del Brusà
Pour les articles homonymes, voir Brusa.
Le palais Michiel del Brusà (ou dal Brusa) est un palais de Venise, dans le sestiere de Cannaregio (N.A.4391b) sur le Grand Canal, à droite du palais Michiel dalle Colonne et à gauche du palais Smith Mangilli Valmarana.

## Description

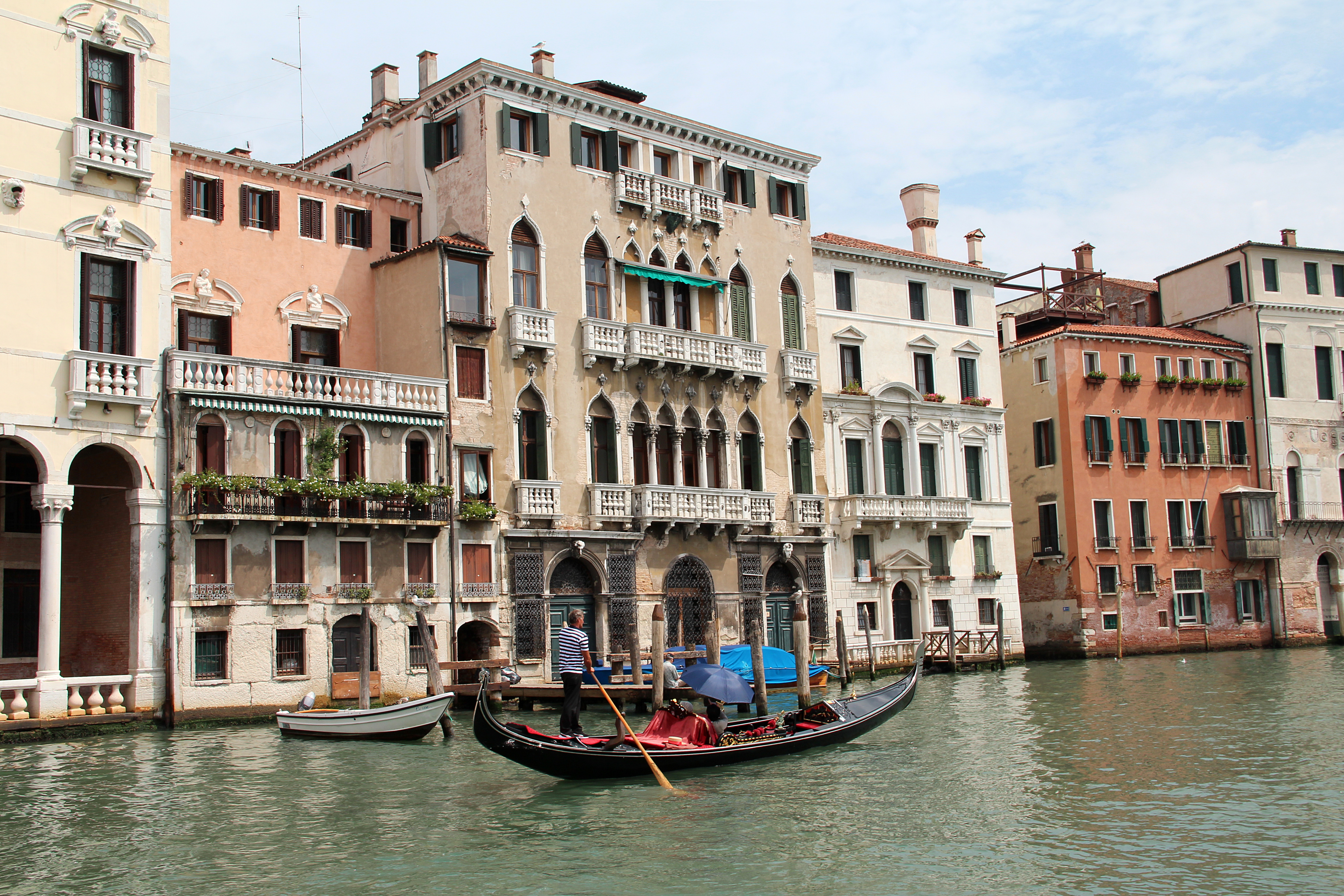
Gondolier naviguant sur le Grand Canal devant le palais Michiel del Brusà à Venise.

## Historique
Le palais Michiel del Brusà fut détruit par un incendie en 1774. Seule sa façade fut sauvegardée. Elle présente des aspects intéressants par ses fenêtres plus hautes que le quadrifora (it) central.